# Victoria III
Victoria III (grafado Victoria 3) é um jogo eletrônico de estratégia publicado pela Paradox Interactive em 25 de outubro de 2022. É a sequência direta do jogo Victoria II, de 2010, e seu título é uma alusão à era vitoriana. Foi anunciado em 21 de maio de 2021 no evento da Paradox Interactive, PDXCON: Remixed.

## Jogabilidade
Victoria 3 abrange a história mundial de 1836 a 1936 e permite ao jogador controlar um dos mais de 100 países daquele período. O jogo concentra-se em política e economia, com jogabilidade focada em atrair e apaziguar grupos populacionais ("pops"), grandes blocos de pessoas com interesses comuns. A população possui uma variedade de interesses e ideologias, que podem influenciar o rumo do jogo.Um novo sistema no jogo é o de Jogadas Diplomáticas; um sistema que baseado no sistema de crises internacionais do antecessor. Ao tentar forçar outros países a conceder terras ou abrir mercados, os jogadores apresentarão a um país-alvo uma demanda detalhando o que desejam, o que resultará no país-alvo tendo a oportunidade de exigir concessões do agressor. Após essa troca de demandas, um cronômetro começará a contagem regressiva à medida que ambos os lados têm a chance de mobilizar tropas e atrair aliados em potencial, oferecendo recompensas. Se nenhuma resolução diplomática for alcançada antes que o tempo se esgote, a guerra será declarada. O designer Mikael Andersson explicou que este sistema foi projetado com a intenção de diminuir a ênfase no papel da guerra, tornando a diplomacia igualmente interessante e funcional.

## Desenvolvimento
Antes do anúncio, Victoria 3 era visto como um meme pela base de fãs da Paradox, devido aos jogadores perguntarem constantemente sobre o lançamento e serem ignorados, com muitos brincando que o jogo nunca seria lançado.
Martin "Wiz" Anward é o atual diretor de desenvolvimento do jogo.